# Kopsia dasyrachis
Kopsia dasyrachis là một loài thực vật có hoa trong họ La bố ma. Loài này được Ridl. mô tả khoa học đầu tiên năm 1934.